# Mondragone
Mondragone község (comune) Olaszország Campania régiójában, Caserta megyében.

## Fekvése
A megye nyugati részén fekszik, Nápolytól 45 km-re északnyugatra, Caserta városától 40 km-re nyugati irányban, a Tirrén-tenger partján. Határai: Cancello ed Arnone, Castel Volturno, Falciano del Massico és Sessa Aurunca.

## Története
A település az ókori római colonia, Sinuessa helyén épült ki, amely a Via Appia egyik jelentős állomása volt. A várost i. e. 217-ben Hannibal seregei kifosztották. Az újjáépített várost az 5. században pusztították el véglegesen a szaracénok. A mai település a 14. század elején alakult ki. A következő századokban nemesi birtok volt. A 19. században nyerte el önállóságát, amikor a Nápolyi Királyságban felszámolták a feudalizmust.

## Népessége
A népesség számának alakulása:

## Főbb látnivalói
- Santa Maria Incaldana-templom
- Santa Maria del Giglio-templom
- San Rufino-templom
- San Nicola-templom
- San Michele Extra Moenia-templom
- San Giuseppe Artigiano-templom
- San Francesco-templom